# Sticherus cunninghamii
Sticherus cunninghamii är en ormbunkeart som först beskrevs av Hew. och William Jackson Hooker, och fick sitt nu gällande namn av Ren-Chang Ching. Sticherus cunninghamii ingår i släktet Sticherus och familjen Gleicheniaceae. Inga underarter finns listade.